# Kujawiak (bier)
Kujawiak is een Pools biermerk van lage gisting. Het bier wordt gebrouwen in Browar Elbląg te Elbląg. De brouwerij maakt onderdeel uit van de Grupa Żywiec (61% eigendom van Heineken) en mogelijk wordt het bier ook gebrouwen in een van de andere vier brouwerijen van de groep.
Het bier werd oorspronkelijk gebrouwen in Kujawiak Browary Bydgoskie te Bydgoszcz. De brouwerij kwam in 2004 bij de brouwerijgroep en werd in 2006 gesloten.

## Varianten[1]
Na de fusie van de brouwerijen tot de Grupa Żywiec werd er flink gesnoeid in het gamma, meestal ten voordele van de lichte blonde lagers en ten nadele van de sterkere donkere lagers en porters.
- Kujawiak, blonde lager met een alcoholpercentage van 5,8%
- Kujawiak Niepasteryzowany, blond ongepasteuriseerd bier met een alcoholpercentage van 4,7%

Verdwenen uit het assortiment:
- Kujawiak Dragon, blonde lager met een alcoholpercentage van 5,5%
- Kujawiak Mocny, blonde lager met een alcoholpercentage van 7,8%